# 胄叶线蕨
胄叶线蕨（学名：Leptochilus × hemitomus），为水龙骨科薄唇蕨属下的一个植物种。